# Chochoca

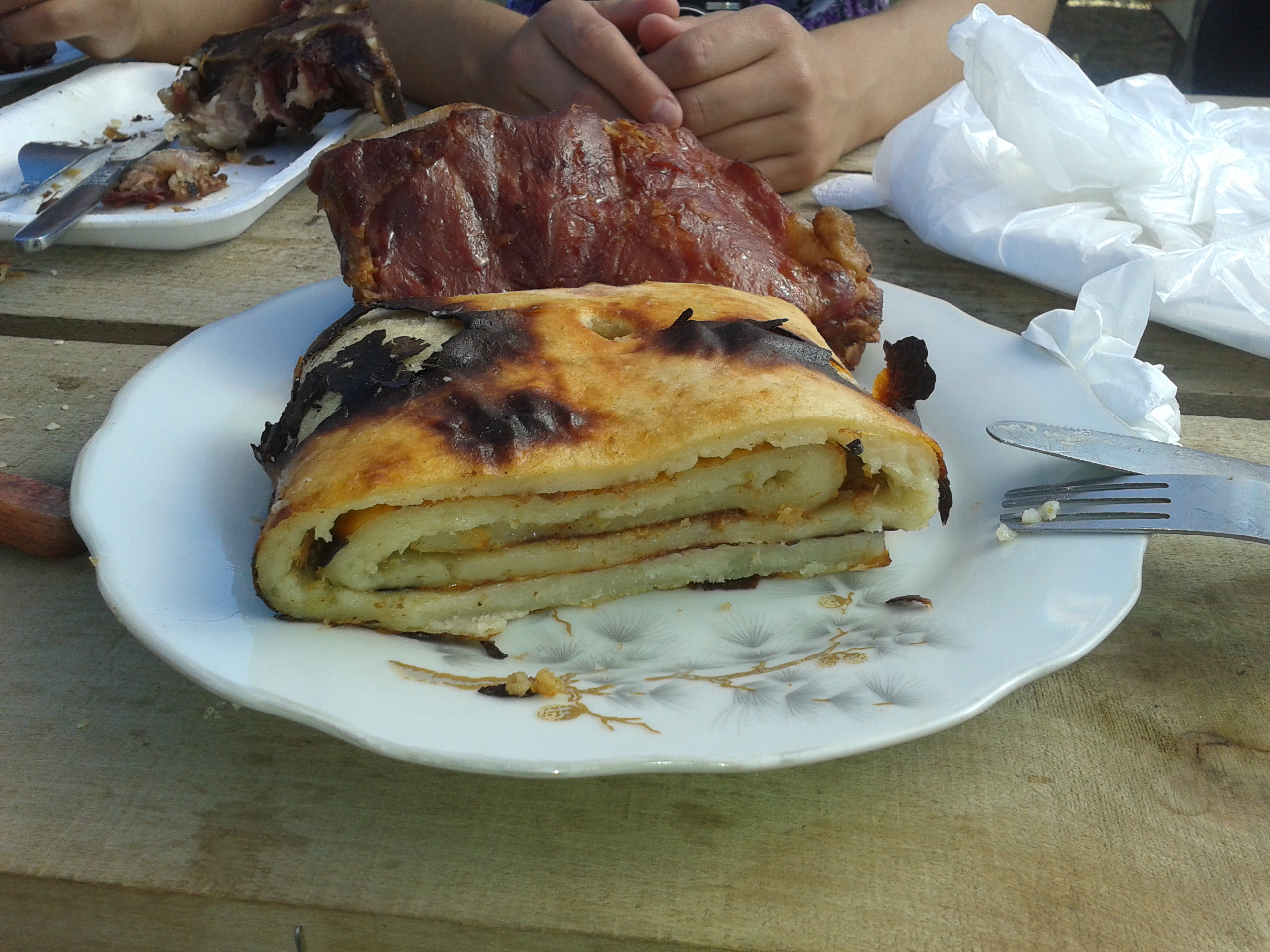
Al frente, chochoca preparada con harina y papas. Detrás, chancho ahumado.

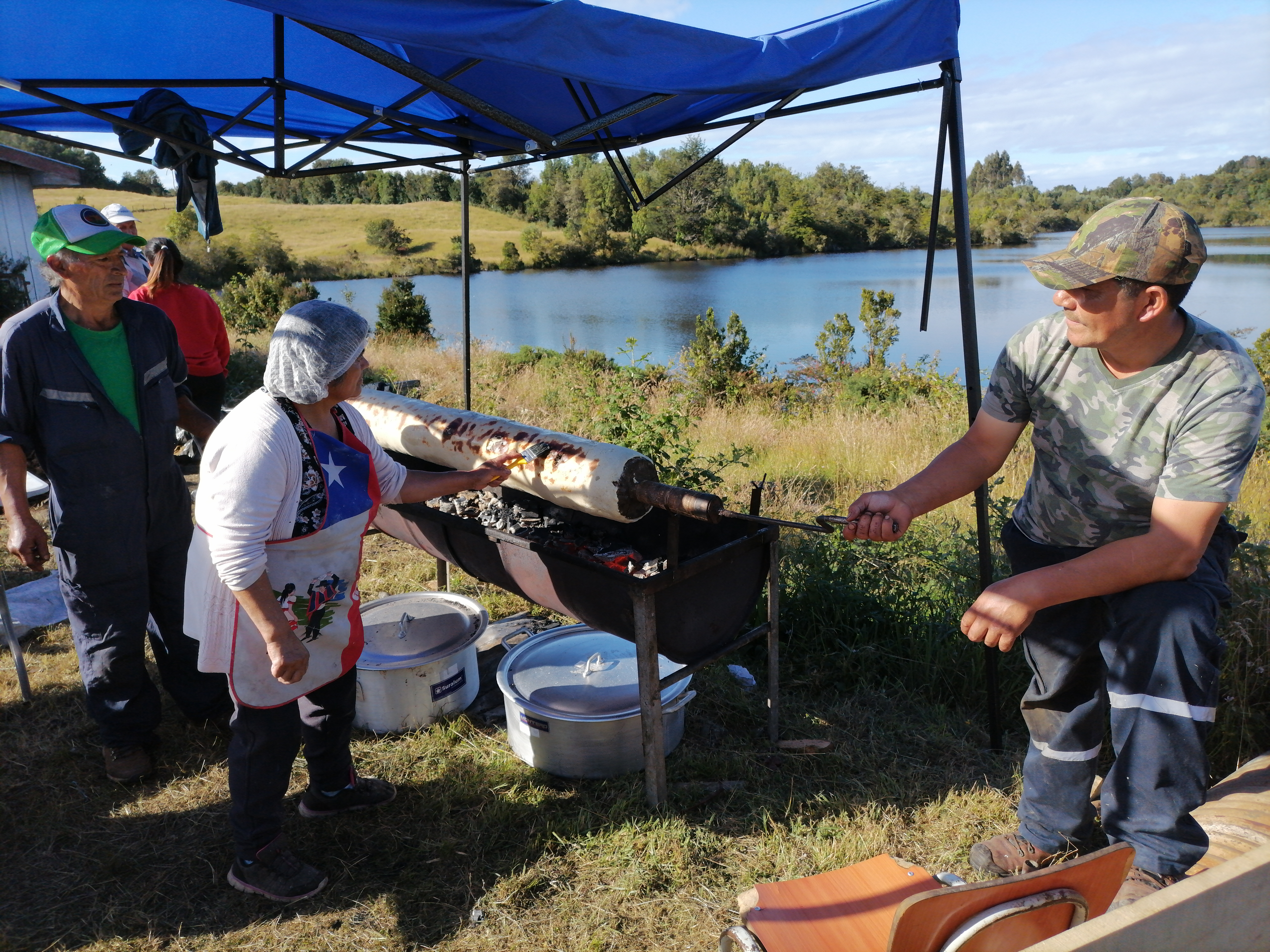
Asando chochoca. Encuentro de la cultura huilliche. Calen, Chiloé.

La chochoca, chochoyeco, trotroyeco  o trutru es un plato tradicional de la cocina chilota y huilliche, en Chile, que consiste en una masa de papas crudas ralladas y exprimidas mezcladas con papas cocidas—o de papas cocidas con harina— que se asa en el fuego, adherida a un gran asador en forma de uslero, el palo chochoquero.

## Preparación

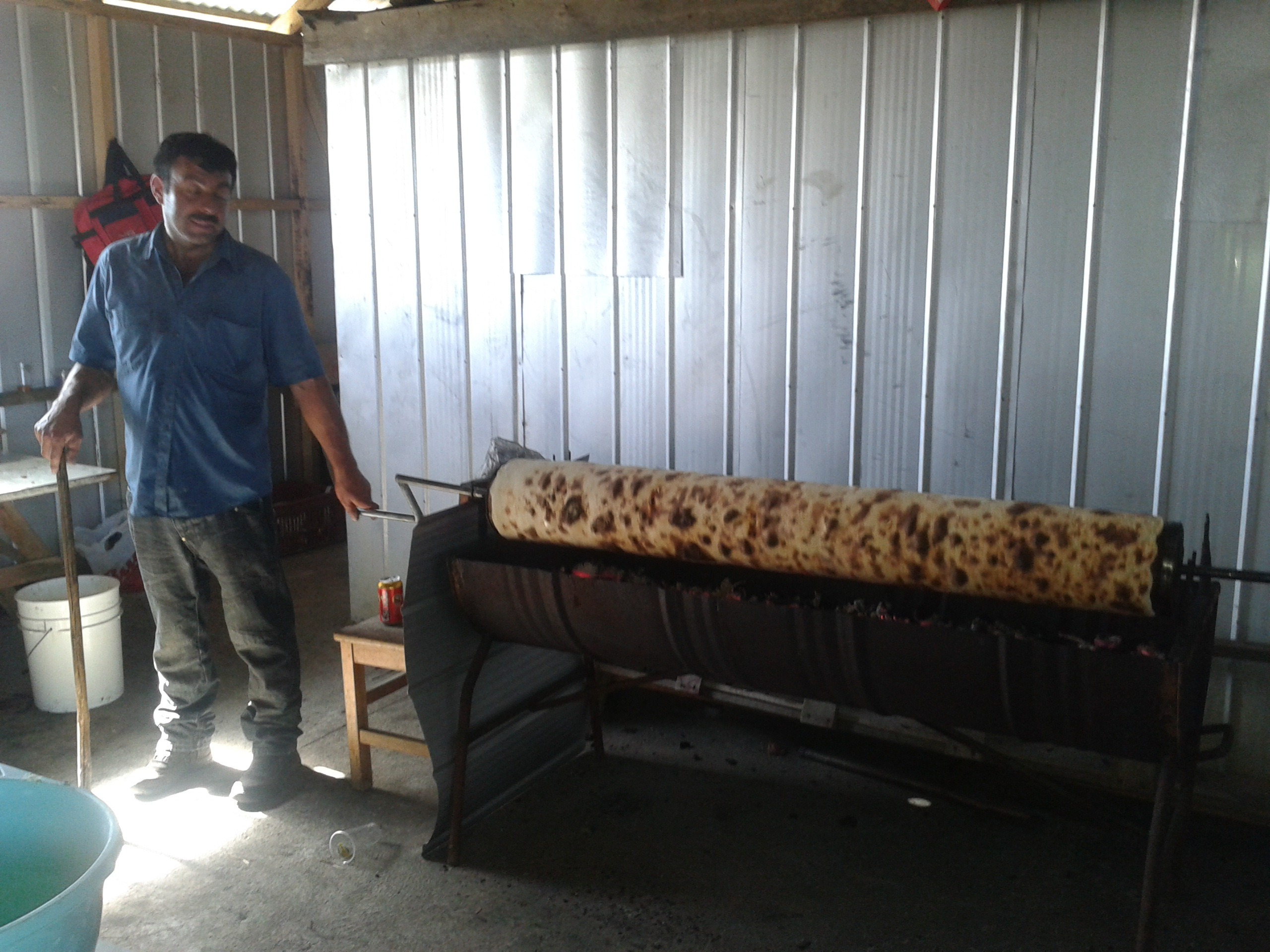
Preparación de chochoca con masa de harina y papas en Pid-Pid, comuna de Castro.

Existen dos variantes de la chochoca de acuerdo al tipo de masa que se use, la «negra» de idéntica preparación que el milcao y la «blanca», igual a una tortilla de papa chilota o cemas. La chochoca «negra» es la más tradicional y se prepara con papas crudas ralladas a las que se les ha quitado el agua estrujándolas dentro de un paño y luego se mezclan con papas cocidas molidas y se le añade sal y manteca de chancho.
La chochoca «blanca» es sin embargo la más común, su masa está hecha en partes iguales de harina de trigo y de papas cocidas molidas. A esta preparación después de amasada se le da la forma de rectángulos planos de alrededor de 50 o 60 cm de largo por unos 50 cm de ancho y poco más de 1 cm de espesor que se adhieren en torno a un asador en forma de gran uslero (palo chochoquero) que mide cerca de 1,5 m de largo sin contar sus asas. Las tiras se ponen una junto a la otra, envolviendo completamente al palo y con una pequeña superposición entre ellas para que formen una sola pieza. La superficie del palo está enmantecada para una mejor adherencia.
Se cocina a las brasas durante unos 30 minutos y se va girando lentamente, como si se tratara de carne al asador. Una vez cocida, se corta en porciones y se le añaden chicharrones o bien llides (residuos de carne que quedan como sedimento en la manteca en un reitimiento) a la cara interior, luego se enrolla y se sirve caliente.
Igualmente existen variantes más modernas de preparación, que se realizan utilizando una bandeja de metal para su cocción en hornos (chochoca en lata).

## Consumo
La chochoca es un plato que no se prepara frecuentemente para el consumo familiar, sino para ocasiones especiales o como parte de ferias gastronómicas o en sitios de venta de comida típica de Chiloé y entre los huilliches de las provincias de Osorno y de Ranco, donde se le conoce como trutruyeko. Fuera de estos lugares su consumo es más escaso, aunque se conoce en casi todo el sur de Chile, principalmente por la migración de chilotes a la Patagonia y a la provincia de Llanquihue, sitios en que también es posible encontrarlo durante las celebraciones costumbristas.